# Giorgio Chiavacci
Giorgio Chiavacci (né le 3 juin 1899 à Cecina et mort le 4 mars 1969 dans la même ville) est un escrimeur italien spécialisé dans le fleuret.

## Carrière
Après une quatrième place en fleuret par équipe aux Jeux olympiques d'été de 1924 à Paris, Giorgio Chiavacci obtient en 1928 à Amsterdam la médaille d'or de fleuret par équipe.